# Les Musiciens de Brême (film, 1997)
Pour les articles homonymes, voir Les Musiciens de Brême (homonymie).
Pour plus de détails, voir Fiche technique et Distribution.
Les Musiciens de Brême (Die furchtlosen Vier) est un long métrage allemand réalisé par Michael Coldewey, Eberhard Junkersdorf et Jürgen Richter, sorti en 1997, adaptation du conte de même titre des frères Grimm.

## Synopsis
Comprenant que leurs maîtres respectifs prévoient de se débarrasser d'eux, quatre animaux décident de se rendre à Brême pour y faire carrière en tant que musiciens.

## Fiche technique
- Titre original : Die furchtlosen Vier
- Titre français : Les Musiciens de Brême
- Réalisation : Michael Coldewey, Eberhard Junkersdorf, Jürgen Richter
- Scénario : Bert Henry, Dagmar Kekulé, Georg Reichel et Markus Urchs d'après Jacob et Wilhelm Grimm
- Musique : Raimund Rosenberger
- Production : Eberhard Junkersdorf
- Société de production : Munich Animation, Stardust Pictures London, Bioskop Film, Warner Bros.
- Société de distribution : Warner Bros. Family Entertainment
- Pays d'origine :  Allemagne
- Langue originale : allemand
- Format : couleur
- Genre : Animation, conte
- Durée : 89 minutes
- Dates de sortie : 
  - Allemagne : 2 octobre 1997
- Dates de sortie DVD : 
  - Allemagne :

## Distribution
- Hartmut Engler (VF : Michel Mella) : Buster, le chien
- Sandra Schwarzhaupt (VF : Claire Guyot) : Gwendolyn, la chatte
- Mario Adorf (VF : Bernard Alane) : Fred, l'âne
- Joachim Kemmer (VF : Renaud Marx) : Tortellini, le coq
- Peer Augustinski  : Dr Greed
- Klausjürgen Wussow  : narrateur